# Cabezón de Valderaduey
Cabezón de Valderaduey is een gemeente in de Spaanse provincie Valladolid in de regio Castilië en León met een oppervlakte van 10,24 km². Cabezón de Valderaduey telt 37 inwoners (1 januari 2016).

## Demografische ontwikkeling
Bron: INE, 1857-2011: volkstellingen